# 黒田さんと片桐さん
『黒田さんと片桐さん』（くろださんとかたぎりさん）は、niniによる日本の漫画作品。集英社の漫画雑誌『ウルトラジャンプ』にて2013年7月号から2015年12月号まで連載。生粋のオタク編集部員である片桐、酒と高級ブランド品が大好きな編集部員である黒田を軸に、ウルトラジャンプ編集部の日常をゆるりと描いたコメディ漫画。各話のサブタイトルは『〇〇ならしょうがない』で統一されている。
ウルトラジャンプの公式サイトにおいてWeb連載もされた。

## 登場人物

### メインキャラクター
片桐真衣
ゲームやアニメ、フィギュアをこよなく愛するオタク編集部員。本作品の担当。誕生日は3月7日。学生時代はソフトボール部に所属していた。積雪地域の田舎の村出身。姉がいる。
婚姻届を用意しているほど声優の小野坂昌也に憧れている。『聖闘士星矢』に対する愛は自身の魂の根底を形成していると断言するほど。武将では黒田官兵衛や陳宮、諸葛亮など軍師好き。自身のゲーム歴の中で歴史シミュレーションゲームにおいては「信長の野望・将星録」がプレイ時間最長。もし結婚するなら式は甲冑での式か聖闘士星矢風の式を希望している。本作品を読んでいる家族にはきちんと仕事をしているのかと思われている。
黒田
酒とブランド品をこよなく愛する女性編集部員。セレブ。ファッションに関しては金に糸目は付けないため、頻繁に新作の靴やコート、洋服等を購入している。年末年始にフランスに行った際も同様に買っている。幼少時代は自分の部屋にテレビもビデオもあったという。酒癖は悪い。聖闘士星矢の中で好きなキャラを強いてあげるなら邪武。片桐とは同期で共に秋葉原の街コンに行ったことがある。
しばしば、同じDVDやフィギュア等を開封用や保存用のため複数買いする片桐を理解できないと呆れるが、自身も色違いの服や靴を沢山買っているため、周囲からはどっちもどっちと言われている。家は欲しくないがフランスに別荘は欲しいらしい。

### ウルジャン編集部
美濃部
眼鏡を掛けた知的な女性編集部員。片桐や黒田と共に「ときレス」ユーザー。ヨガをやっている。
阿相
泰然自若とした編集長。デスクには大量の漫画が積まれており編集部員から「阿相文庫」と呼ばれている。
井藤涼
でべそのタヌキ姿で描かれている副編集長。妻と二人の子がいるが同じタヌキの姿で描かれている。時折、片桐が注文したフィギュアを有無を言わさず回収し、自分のガラスケースに飾ってしまうため、そのことを片桐から聞き不倫の強制と勘違いした黒田に鉄拳制裁を受けたことがある。
塚本
スーパーロボットを好む男性編集部員。井藤と共に黒田から鉄拳制裁を受けたことがある。本作品連載当時、DOGS/BULLETS&CARNAGEを担当。
山内
女子力の高い男性編集部員。本作品連載当時に「ジョジョリオン」担当でもあったためジョジョに関連する話に登場する。

### その他
nini
本作品の作者。キノコの姿で描かれている。編集部員と訪れた「京まふ」では『薄桜鬼』のブースを舐めるように見ていたらしい。ジョジョではポルナレフ・アヴドゥル好き。アヴドゥルに関しては「三部格ゲー」で簡単に技が出せるので愛用していた。
ナカムラ
ヤンジャン編集部員。二ツ星駆動力学研究所担当。片桐・井藤と三つ巴でミニ四駆勝負をした。
さとうけいいち
映画『聖闘士星矢 Legend of Sanctuary』監督。「魂ネイション2013」にて片桐から同映画の取材を受けた際、青銅聖闘士達の太腿のインナーの破け具合に関した質問をした片桐を不憫な方とツッコむ。
森下
車田プロダクションの人物。さとうと共に片桐の取材を受ける。
小野坂昌也
声優。『ジャンプフェスタ2014』にて「真・三國無双7 猛将伝」に関して片桐・黒田から取材を受けた。憧れの人物を前に緊張でガチガチの片桐に代わり、黒田が片桐の持参した婚姻届を（マネージャーに）渡した。また、小野坂はコミック1巻の帯にコメントを寄せている。
子安武人
声優。片桐がniniや山内と共に『ジョジョの奇妙な冒険 スターダストクルセイダース』のアフレコ取材に行った際、別撮りであったDIO役の子安のアフレコを見学した時、余りの凄さにniniは固まり、片桐は「脳髄に直接侵食してくるみたい」と形容した。
岩浪美和
スターダストクルセイダースの音響監督。アフレコの取材にきた片桐達を出迎えた。音響界一の美脚らしい。
小林満
「デザインスタジオ・ジュニアロイド」のデザイナー。ウルジャンの表紙デザインや「JOJOVELLER」の装丁を手掛けている関係で、懸賞プレゼントのJOJOVELLERのTシャツのデザインを片桐から依頼される。
森田彩美
有限会社「POCKET」のデザイナー。通称「タモちゃん」。片桐からスタンドアップガイドの告知のデザインを依頼される。GRANRODEOのライブがあると機嫌が良く仕事も早い。単行本の打ち合わせにも参加した。
桂
「コーエーテクモゲームス」広報の爽やかな男性。片桐と黒田がコーテクの社内見学ツアーに来訪した際に案内した。
Anne（仮）
年末ジャンボで5億円が当選した場合のお金の使い道を考えていた際、片桐の妄想に登場した13歳位の可愛いメイド。髪型はツインテール。
塚本
「COMIC ZIN」コミック部門の担当。「書店のプリンス」と呼ばれる凄腕のバイヤー。自分の推し漫画の布教用を用意しているらしい。本作コミックス1巻発売日に片桐と黒田、井藤が挨拶に行った。
杉山
「COMIC ZIN」秋葉原店店頭の担当。自宅はプラモで埋まっているらしい。1巻発売日に挨拶に行った際、片桐は予想を超える店頭展開ぶりに車田作品に出てくる吹っ飛び方のような衝撃を受けている。
荒木飛呂彦
「寄稿家謝恩パーティ」の際、多くの人だかりの出来ている一角を目にした片桐が気付いた。荒木飛呂彦本人は未登場だが、彼の作品で使用される「ゴゴゴゴゴ」という有名な擬音で存在が表現されている。
三輪士郎
「DOGS/BULLETS&CARNAGE」の作者。「寄稿家謝恩パーティ」では、天使の羽が生えた少女という姿で描かれている。片桐やniniと挨拶していたが、担当の塚本が連載の打ち合わせをするため運んでいった。
夏達
「長歌行」の作者。「寄稿家謝恩パーティ」では、ドレスを着た可愛らしい動物という姿で描かれている。片桐がniniに紹介した。
金次
「ジャンプショップ」東京ドームシティ店・店長代理。コラボ企画「ウルトラジャンプ創刊20周年記念フェア」の打ち合わせも兼ねて片桐と黒田が同店を見学した際、案内をした。髪の毛が尋常でない程サラサラしているらしい。
寺崎
「BENELIC」の人物。金次と共に片桐達を案内した。
ウスイ君（仮）
打ち合わせの際、ネタとして片桐が語った電車のドアに指を挟んだ話の流れで創られた架空のキャラ。冴えない男性編集部員。片桐と二人で原稿を取りに電車に乗った時、ドアに指を挟んだ片桐の身代わりとして自分の手を挟み込み、片桐に原稿を取りに行かせた。ドーナツ好きという設定。

## 書誌情報
- nini 『黒田さんと片桐さん』 集英社〈ヤングジャンプ・コミックス・ウルトラ〉、全3巻
  1. 2014年12月24日第1刷発行（12月19日発売[集 1]）、ISBN 978-4-08-890089-6
  2. 2015年11月24日第1刷発行（11月19日発売[集 2]）、ISBN 978-4-08-890313-2
  3. 2014年12月23日第1刷発行（12月18日発売[集 3]）、ISBN 978-4-08-890314-9